# Copris angusticornis
Copris angusticornis är en skalbaggsart som beskrevs av Gilbert John Arrow 1933. Copris angusticornis ingår i släktet Copris och familjen bladhorningar. Inga underarter finns listade i Catalogue of Life.